# Elizabeth McBride
Elizabeth McBride (1955 – 1997) va ser una dissenyadora de vestuari estatunidenca. Va ser nominada a l'Ocar per Millor Vestuari per Driving Miss Daisy.
Morí als 42 anys víctima d'un càncer.

## Filmografia parcial
- The Shawshank Redemption (1994)
- Fried Green Tomatoes (1991)
- Thelma and Louise (1991)
- Driving Miss Daisy (1989)
- Tender Mercies (1983)